# Prva A liga Crne Gore u košarci
Opportunity Liga je crnogorska košarkaška liga. Osnovana je 2006. nakon osamostaljenja Crne Gore od bivše države Srbije i Crne Gore. Zbog sponzorskih razloga liga nosi ime po Opportunity banki.

## Klubovi
- KK Budućnost - Podgorica
- KK Danilovgrad - Danilovgrad
- KK Jedinstvo - Bijelo Polje
- KK Lovćen - Cetinje
- KK Mogren - Budva
- KK Mornar - Bar
- KK Nikšić - Nikšić
- KK Ulcinj - Ulcinj
- KK Teodo - Tivat

## Vanjske poveznice
- Opportunity Liga na eurobasket.com

| Opportunity Liga (2009./10.)                                                                                    | Opportunity Liga (2009./10.) |
| --- | ---------------------------- |
| |                              |
| KK Budućnost \| KK Danilovgrad \| KK Jedinstvo \| KK Lovćen \| KK Mogren \| KK Mornar \| KK Nikšić \| KK Ulcinj |                              |

| Opportunity Liga (2009./10.)                                                                                    | Opportunity Liga (2009./10.) |
| --- | ---------------------------- |
| |                              |
| KK Budućnost \| KK Danilovgrad \| KK Jedinstvo \| KK Lovćen \| KK Mogren \| KK Mornar \| KK Nikšić \| KK Ulcinj |                              |

| Bivše države: | Čehoslovačka • DR Njemačka • Jugoslavija • Srbija i Crna Gora • SSSR |

| eurokupovi            | Euroliga • ULEB Eurokup • FIBA Liga prvaka • FIBA Europe Cup |
|                       | |
| bivši eurokupovi      | Kup prvaka / FIBA Euroliga (1958.-2001.) • KPK / Eurokup / Saporta kup (1966.-2002.) • Kup Radivoja Koraća (1972.-2002.) • EuroChallenge (2003.-2015.) • Eurokup Challenge (2002.-2007.) • Regional Challenge (2002./03.) |
|                       | |
| regionalne lige       | VTB liga • Jadranska liga • Baltička liga • Balkanska liga • Alpe Adria Cup |
| bivše regionalne lige | NEBL • CEBL |

| bivše regionalne lige | NEBL • CEBL |

| SAD              | glavne lige National Basketball Association • NBL (1937.-1949.) • ABA (1967.-1976.) niže lige NBA D • CBA sveučilišne lige NCAA Divizija I • NCAA Divizija II • NCAA Divizija III • NAIA |
|                  | |
| međunarodne lige | FIBA Americas League • Liga Sudamericana • Kup prvaka Južne Amerike |
| glavne lige      | National Basketball Association • NBL (1937.-1949.) • ABA (1967.-1976.) |
|                  | |
| niže lige        | NBA D • CBA |
|                  | |
| sveučilišne lige | NCAA Divizija I • NCAA Divizija II • NCAA Divizija III • NAIA |

| glavne lige      | National Basketball Association • NBL (1937.-1949.) • ABA (1967.-1976.) |
|                  |                                                                         |
| niže lige        | NBA D • CBA                                                             |
|                  |                                                                         |
| sveučilišne lige | NCAA Divizija I • NCAA Divizija II • NCAA Divizija III • NAIA           |

| međunarodne lige | Azijski kup prvaka • ABA klupsko prvenstvo • ASEAN liga • Zapadnoazijska liga |

| Bivše države: | Čehoslovačka • DR Njemačka • Jugoslavija • Srbija i Crna Gora • SSSR |

| eurokupovi            | Euroliga • ULEB Eurokup • FIBA Liga prvaka • FIBA Europe Cup |
|                       | |
| bivši eurokupovi      | Kup prvaka / FIBA Euroliga (1958.-2001.) • KPK / Eurokup / Saporta kup (1966.-2002.) • Kup Radivoja Koraća (1972.-2002.) • EuroChallenge (2003.-2015.) • Eurokup Challenge (2002.-2007.) • Regional Challenge (2002./03.) |
|                       | |
| regionalne lige       | VTB liga • Jadranska liga • Baltička liga • Balkanska liga • Alpe Adria Cup |
| bivše regionalne lige | NEBL • CEBL |

| bivše regionalne lige | NEBL • CEBL |

| SAD              | glavne lige National Basketball Association • NBL (1937.-1949.) • ABA (1967.-1976.) niže lige NBA D • CBA sveučilišne lige NCAA Divizija I • NCAA Divizija II • NCAA Divizija III • NAIA |
|                  | |
| međunarodne lige | FIBA Americas League • Liga Sudamericana • Kup prvaka Južne Amerike |
| glavne lige      | National Basketball Association • NBL (1937.-1949.) • ABA (1967.-1976.) |
|                  | |
| niže lige        | NBA D • CBA |
|                  | |
| sveučilišne lige | NCAA Divizija I • NCAA Divizija II • NCAA Divizija III • NAIA |

| glavne lige      | National Basketball Association • NBL (1937.-1949.) • ABA (1967.-1976.) |
|                  |                                                                         |
| niže lige        | NBA D • CBA                                                             |
|                  |                                                                         |
| sveučilišne lige | NCAA Divizija I • NCAA Divizija II • NCAA Divizija III • NAIA           |

| međunarodne lige | Azijski kup prvaka • ABA klupsko prvenstvo • ASEAN liga • Zapadnoazijska liga |

| Bivše države: | Čehoslovačka • DR Njemačka • Jugoslavija • Srbija i Crna Gora • SSSR |

| eurokupovi            | Euroliga • ULEB Eurokup • FIBA Liga prvaka • FIBA Europe Cup |
|                       | |
| bivši eurokupovi      | Kup prvaka / FIBA Euroliga (1958.-2001.) • KPK / Eurokup / Saporta kup (1966.-2002.) • Kup Radivoja Koraća (1972.-2002.) • EuroChallenge (2003.-2015.) • Eurokup Challenge (2002.-2007.) • Regional Challenge (2002./03.) |
|                       | |
| regionalne lige       | VTB liga • Jadranska liga • Baltička liga • Balkanska liga • Alpe Adria Cup |
| bivše regionalne lige | NEBL • CEBL |

| bivše regionalne lige | NEBL • CEBL |

| SAD              | glavne lige National Basketball Association • NBL (1937.-1949.) • ABA (1967.-1976.) niže lige NBA D • CBA sveučilišne lige NCAA Divizija I • NCAA Divizija II • NCAA Divizija III • NAIA |
|                  | |
| međunarodne lige | FIBA Americas League • Liga Sudamericana • Kup prvaka Južne Amerike |
| glavne lige      | National Basketball Association • NBL (1937.-1949.) • ABA (1967.-1976.) |
|                  | |
| niže lige        | NBA D • CBA |
|                  | |
| sveučilišne lige | NCAA Divizija I • NCAA Divizija II • NCAA Divizija III • NAIA |

| glavne lige      | National Basketball Association • NBL (1937.-1949.) • ABA (1967.-1976.) |
|                  |                                                                         |
| niže lige        | NBA D • CBA                                                             |
|                  |                                                                         |
| sveučilišne lige | NCAA Divizija I • NCAA Divizija II • NCAA Divizija III • NAIA           |

| međunarodne lige | Azijski kup prvaka • ABA klupsko prvenstvo • ASEAN liga • Zapadnoazijska liga |

| Bivše države: | Čehoslovačka • DR Njemačka • Jugoslavija • Srbija i Crna Gora • SSSR |

| eurokupovi            | Euroliga • ULEB Eurokup • FIBA Liga prvaka • FIBA Europe Cup |
|                       | |
| bivši eurokupovi      | Kup prvaka / FIBA Euroliga (1958.-2001.) • KPK / Eurokup / Saporta kup (1966.-2002.) • Kup Radivoja Koraća (1972.-2002.) • EuroChallenge (2003.-2015.) • Eurokup Challenge (2002.-2007.) • Regional Challenge (2002./03.) |
|                       | |
| regionalne lige       | VTB liga • Jadranska liga • Baltička liga • Balkanska liga • Alpe Adria Cup |
| bivše regionalne lige | NEBL • CEBL |

| bivše regionalne lige | NEBL • CEBL |

| SAD              | glavne lige National Basketball Association • NBL (1937.-1949.) • ABA (1967.-1976.) niže lige NBA D • CBA sveučilišne lige NCAA Divizija I • NCAA Divizija II • NCAA Divizija III • NAIA |
|                  | |
| međunarodne lige | FIBA Americas League • Liga Sudamericana • Kup prvaka Južne Amerike |
| glavne lige      | National Basketball Association • NBL (1937.-1949.) • ABA (1967.-1976.) |
|                  | |
| niže lige        | NBA D • CBA |
|                  | |
| sveučilišne lige | NCAA Divizija I • NCAA Divizija II • NCAA Divizija III • NAIA |

| glavne lige      | National Basketball Association • NBL (1937.-1949.) • ABA (1967.-1976.) |
|                  |                                                                         |
| niže lige        | NBA D • CBA                                                             |
|                  |                                                                         |
| sveučilišne lige | NCAA Divizija I • NCAA Divizija II • NCAA Divizija III • NAIA           |

| međunarodne lige | Azijski kup prvaka • ABA klupsko prvenstvo • ASEAN liga • Zapadnoazijska liga |